# Presa de Valeira
La presa de Valeira está localizada en el río Duero a su paso por el municipio de São João da Pesqueira, en el distrito de Viseu, Portugal. 
La presa crea un embalse de 36 km de superficie, a una cota de retención máxima de 105,00 m. Tiene una capacidad total de 81 000 000 m³, aunque sólo son utilizados 12 000 000 m³ correspondientes al agua almacenada entre las cotas 105 m y 103,50 m. Fue la tercera presa inaugurada en el Duero portugués, en 1976. Cuenta con una esclusa para facilitar el tránsito de cruceros por el canal de navegación del Duero.
El aprovechamiento hidroeléctrico de Valeira tiene una potencia instalada de 216 MW y produce de media 801 GWh anuales. 

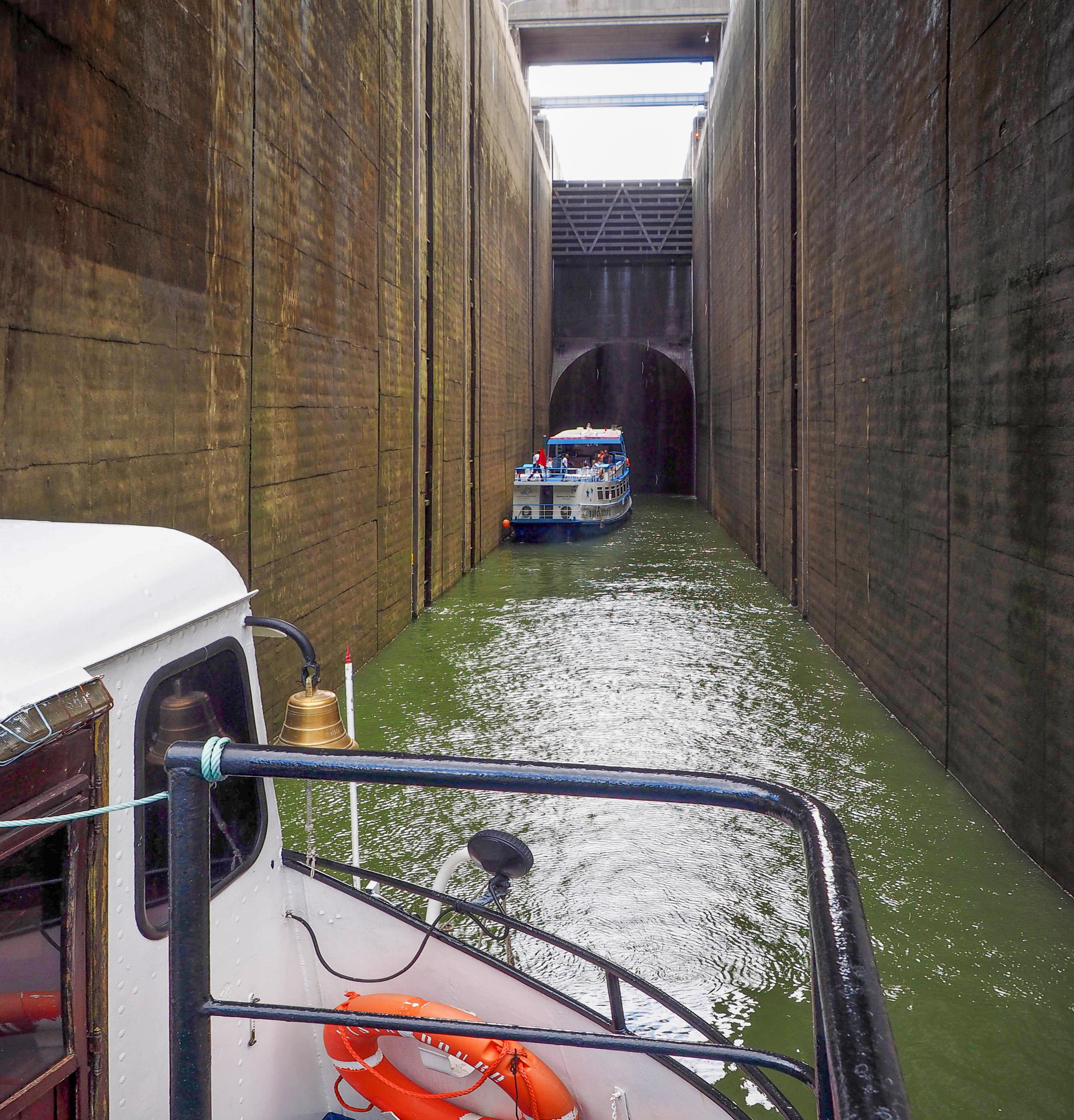
Esclusa para facilitar la navegación de los barcos que recorren el Duero.